# 第112機械化師団 (人民解放軍陸軍)
第112機械化師団（第112机械化师）は、中国人民解放軍陸軍の師団の1つ。第38集団軍に所属する。

## 歴史
第112師団は、1928年の平江起義で編成された紅5軍の一部を起源とする。長征後、紅1軍団第4師第10団（現第334団）となり、平型関の戦闘に参加した。第335団の前身は、日中戦争中に編成された第343旅第685団新2営である。
- 1939年 - 山東に進軍し、濱海軍区の部隊となった。
- 1945年8月 - 山東軍区第1師に編成
- 1945年11月～ - 東北部に進軍。国共内戦中、第1師は、秀水河子で国民党第89師第266団と第265団の一部を撃滅した。その後、「三下江南」、「四戦四平」に参加し、瀋陽を解放した。平津戦役中、天津主攻を担当し、第334団第6連は、天津警備司令陳長捷を捕虜にした。その後、南下し、宣沙、衡宝等の戦役に参加した。
- 1948年11月 - 第38軍第112師に改編
- 1950年10月～ - 朝鮮戦争に投入。
  - 第1次戦役 - 第335団が飛虎山の激戦に参加
  - 第2次戦役 - 第335団第3連が「松骨峰阻撃戦」に参加し、中国人民志願軍から「最可愛的人」と賞賛される（作家魏巍の「誰是最可愛的人」の題材）。
  - 第4次戦役 - 第112師は漢江を背後にして陣地を構築し、連合軍の攻撃を撃退し、第334団第8連には集体二等功が記録された。
  - 第5次戦役 - 白馬山争奪戦に参加
- ？ - 帰国後、吉林省通化に駐屯
- 1962年5月 - 朝鮮民主主義人民共和国から第334団第8連に赤旗中隊栄誉称号が授与され、赤旗徽章140個が贈られた。
- ？ - 文化大革命中、河北省高碑店に移動
- ？ - 全軍最初の機械化師団に改編

## 編制
判明分のみ。（）内は、中国語名、名誉称号の順。
- 第334連隊　（第334団、紅軍団、平江起義団）
  - 第1中隊　（第1連、何万祥連）
  - 第8中隊　（第8連、郯城戦闘模範連）
- 第335連隊　（第335団）
  - 第3中隊　（第3連、松骨峰英雄連）
- 第336連隊　（第336団）
- 第24戦車連隊　（第24担克団）